# 近田敬子
近田 敬子（ちかた けいこ）は、日本の看護学者。元鳥取看護大学学長、元兵庫県看護協会会長。

## 経歴
京都市に生まれる。1961年高知女子大学（現・高知県立大学）家政学部衛生看護学科卒業、京都市衛生局に勤務。10年間、看護の現場で臨床経験を積む。
1977年、京都大学医療技術短期大学部看護学科助教授に就任。1999年から6年間、兵庫県看護協会会長を務めた。園田学園女子大学人間健康学部教授、兵庫県立大学看護学部教授を経て、2015年に新設された鳥取看護大学の初代学長に就任。2021年、鳥取看護大学学長を退任。2022年4月4日逝去。

## 栄典
- 2021年 - 瑞宝中綬章[4]